# Macierz wstęgowa
Macierz wstęgowa lub pasmowa – kwadratowa macierz rzadka, której wszystkie elementy są zerowe poza diagonalą i wstęgą wokół niej. Mając daną macierz {\displaystyle n\times n,} jej elementy {\displaystyle a_{i,j}} są niezerowe, gdy {\displaystyle i-k_{1}\leqslant j\leqslant i+k_{2},} gdzie {\displaystyle k_{1,2}\geqslant 0} określają tzw. szerokość wstęgi.
Macierz wstęgową można zapamiętać na {\displaystyle n\cdot (k_{1}+k_{2}+1)} zamiast na {\displaystyle n^{2}} komórkach pamięci.
Specjalnym przypadkiem macierzy wstęgowej jest macierz diagonalna.
Przykład macierzy wstęgowej {\displaystyle A_{6,6}} o szerokości pasma 3 (macierz trójdiagonalna):
{\displaystyle {\begin{bmatrix}B_{11}&B_{12}&0&\cdots &\cdots &0\\B_{21}&B_{22}&B_{23}&\ddots &\ddots &\vdots \\0&B_{32}&B_{33}&B_{34}&\ddots &\vdots \\\vdots &\ddots &B_{43}&B_{44}&B_{45}&0\\\vdots &\ddots &\ddots &B_{54}&B_{55}&B_{56}\\0&\cdots &\cdots &0&B_{65}&B_{66}\end{bmatrix}}}